# Joaquim Pou i Mas
Joaquim Pou i Mas (Sant Pol de Mar, Maresme, 7 d'agost de 1891 - 1966) fou un sindicalista rabassaire i polític socialista i catalanista dels anys 30, actiu també com a dirigent local a la seva vila de Sant Pol de Mar.

## Biografia

### Joventut

#### Inicis en el sindicalisme pagès
Es té constància que Pou va ser mobilitzat cap a l'Àfrica als vint-i-un anys. Després, entre 1915 i 1916, visqué a Narbona amb la intenció de quedar-s'hi a viure però va acabar tornant, i de fet el 1917 era a Madrid defensant la lliure exportació de patates en representació dels pagesos del Maresme. Durant els anys vint va viatjar diverses vegades a Anglaterra com a delegat de la Federació de Sindicats Agrícoles del Litoral per comprar llavors de patata i al mateix temps travava una xarxa comercial per poder vendre posteriorment la producció maresmenca d'aquest tubercle. Gràcies a aquesta activitat a l'estranger Joaquim Pou va arribar a tenir un bon domini de l'anglès i del francès. El 1929 es va afiliar a la Unió de Rabassaires, sindicat que amb pocs anys s'havia anat escampant per tot Catalunya, i a partir del 1930 ja no va acceptar més responsabilitats a la Federació perquè tot i ser políticament i sindicalment heterogènia al capdavant hi havia personatges conservadors com els germans Pere Cabot i Antoni Cabot. Fou gràcies a ell que el 1930 va ser el primer any que la UR va comprar llavors de patata a Anglaterra per repartir-la per totes les seccions locals del sindicat.

#### Inicis en la política
Quan Joaquim Pou va iniciar la seva activitat política primerament ho feu a les llistes de la Lliga Regionalista, partit pel qual va esdevenir regidor el 1922. Però la seva inquietud no va quedar prou satisfeta, i el 1923 canviava de partit participant en la fundació de la Unió Socialista de Catalunya (aquell mateix any també fundava el Sindicat Agrícola de Sant Pol). Pou va ser un dels voluntaris involucrats en l'intent d'insurrecció catalana liderat per Francesc Macià que acabà en els Fets de Prats de Molló. I el desembre de 1930, després de la fracassada insurrecció de Jaca, Pou va amagar a casa seva el director i un redactor del diari madrileny El Imparcial.
A més a més Pou també va ser un dels fundadors de l'associació catalanista Palestra. A Sant Pol hi va crear una secció local, que inicialment es trobava al mateix espai que l'entitat La Sardana però degut a les tensions polítiques creixent entre les esquerres i les dretes s'acabarien separant el maig del 1932.

### L'època republicana

#### Activitat política general
A finals del 1932 Joaquim Pou formava part de la nova generació que va entrar a la direcció nacional de la Unió de Rabassaires, juntament amb Josep Calvet. Fou un dels principals actors del sindicat agrícola que hi introduïren la idea del cooperativisme. El març de 1934 el conseller d'Agricultura de la Generalitat Joan Comorera, bon amic seu, el va nomenar membre del Consell d'Agricultura, Ramadaria i Pesca.
Va participar en els fets del sis d'octubre del 1934, però al perdre la contesa fou sotmès a consell de guerra i empresonat, juntament amb altres santpolencs. Va estar tot el 1935 a la presó Model i a la de Mataró, fins que quinze mesos després fou deixat anar el gener del 1936. Tot i que no hi fou maltractat i pogué rebre visites, les noves autoritats li van treure l'acta de regidor i l'apartaren també del Consell d'Agricultura.
De mica en mica Joaquim Pou es va anar radicalitzant, de la mateixa manera que ho feia el context sócio-polític europeu d'entreguerres. Com altres companys seus, fou persuadit per les consignes del VII Congrés de la Internacional Comunista que advocaven per aliar-se amb la resta de partits d'esquerres europeus (aleshores els partits comunistes participaren en els diversos fronts populars d'Europa). Per aquest motiu el seu partit, la USC, va convenir a fusionar-se amb altres organitzacions socialistes per formar el PSUC: Pou va participar en les negociacions i va ser-ne un dels fundadors el juliol de 1936.

#### Activitat a Sant Pol de Mar durant la República
Pel que fa a Sant Pol de Mar Pou es va presentar a les eleccions municipals de 1931 sota les sigles de la Unió de Rabassaires. Aconseguida una victòria àmplia de les esquerres, l'alcaldia de la vila fou assumida per Sebastià Fulquet Ramon (de l'ACR), i ell fou nomenat segon tinent d'alcalde (des d'on assumí una intensa i moderna campanya higienista), tot i que el març del 1933 va ascendir a primer tinent. El gener del 1934 va renovar l'acta de regidor directament sota les sigles de la Unió Socialista de Catalunya.
Durant aquells anys va tenir un paper molt actiu en el moviment sindicalista de Sant Pol de Mar, i de fet va acabar aglutinant-lo en una Unió Obrera de Sant Pol per tal d'adherir-lo a la UGT (després de comprovar l'efecte desestabilitzador de la CNT per a la república), en consonància amb l'acostament entre la USC i la Federació Catalana del PSOE. És probable que Pou també estigués relacionat amb la creació el 1933 d'un sindicat santpolenc germà de la Unió però pels obrers del ram tèxtil, que també es va adherir a la UGT.
La seva radicalització personal (en un context local de creixent tensió i radicalització de la USC per una banda i la Lliga per l'altra) va trencar l'aliança amb ERC, motiu pel qual la Lliga va guanyar totes les eleccions des de les catalanes del 1932 fins a les legislatives del 1936, aquestes incloses.

### La Guerra Civil

#### Activitat política general
Durant la guerra civil espanyola Pou fou membre del Consell d'Economia de la Generalitat entre el 1936 i el 1937. Fins i tot fou el conseller d'agricultura del Govern de Catalunya durant unes setmanes entre el 7 de maig i el 25 de juny de 1937, substituint momentàniament el seu company Josep Calvet i Móra. Des d'aquestes responsabilitats Joaquim Pou sempre va defensar les petites propietats agrícoles en contra de les col·lectivitzacions forçoses de la terra.
Més endavant, durant la seva etapa d'alcalde de Sant Pol va continuar executant certes responsabilitats a la Generalitat, ja que disposava de cotxer oficial (el xofer del qual era el seu cunyat Francesc Torrus Masriera) i escorta de dos policies en moto. De fet es té constància de dos viatges a Anglaterra (el novembre de 1936 i el mateix mes de 1937). El 1938

#### Activitat a Sant Pol de Mar durant la guerra
Immediatament després de l'esclat de la guerra, a Sant Pol es va constituir un Sindicat d'Oficis Diversos, que l'agost del 1936 va ingressar a la UGT (a l'octubre tenia 392 militants). També diversos membres del Sindicat Fabril i Tèxtil (269 l'octubre del 1937) eren militants d'aquella central sindical. A més a més el sector pagès estava tot agrupat a la Unió de Rabassaires, sindicat que a Sant Pol dominava Joaquim Pou.
Just després de deixar la conselleria, Joaquim Pou va actuar com a alcalde de la seva vila entre l'agost del 1937 i el juliol del 1938 (en substitució de l'alcalde Joan Villà), a on mostrà partidari de seguir les pautes republicanes del bienni reformista més que no pas el rupturisme revolucionari. Va procurar mantenir els membres de la CNT locals integrats a les institucions i sota control; i també va aconseguir integrar els membres d'ERC al consistori. Com a alcalde la seva acció de govern es va encarar a diverses mesures:
- Es va retirar tot el paper moneda local que hi havia en aquell moment per substituir-los amb noves impressions d'una pesseta, 50 cèntims i 25 cèntims.
- S'arranjaren els refugis antiaeris i va fer preparar un local amb material mèdic.
- Anàlisi de les aigües de consum humà.
- S'enllaçaren els dipòsits d'aigua de can Tobella i can Planiol.

Malgrat tot les seves responsabilitats a la Generalitat el mantingueren gairebé sempre ocupat a Barcelona, havent-se de saltar fins i tot alguns plenaris de l'ajuntament. Probablement aquesta fou la causa del trencament de l'entesa entre els grups polítics d'esquerra i la marxa d'ERC l'octubre del 1937. L'any següent ERC va fer-se càrrec de l'alcaldia el juliol del 1938.

### L'exili
Acabada la guerra, i després de fugir per França, Joaquim Pou es va exiliar a Colòmbia. Juntament amb quatre dirigents sindicals més va engegar algunes empreses amb els diners de la Unió de Rabassaires que havien pogut salvar durant l'avanç franquista, fet que portaria certa polèmica al si d'aquesta organització. Pou fou el director d'una finca arrendada de 1.800 hectàrees al terme de Mariquita, on va començar una explotació arrossera. Entre els treballadors hi havia el seu fill Emili.
El 1940 va fer-se càrrec d'una petita finca pagesa al poble de Sopó, a la província de Cundinamarca, juntament amb el seu fill Emili, Victòria Castanyer i Manuela Furest. Aquestes santpolenques les havia conegut mentre fugia per França.

## Família
Joaquim Pou i Mas era fill de Benet Pou i Saurí i de Mercè Mas Paulís. Eren pagesos amb una bona posició que tenien en propietat una de les millors hortes de Sant Pol, amb gairebé quatre hectàrees, i fins i tot bestiar de porcs i vaques. Els seus sis germans eren: Teresa (1882-?), Emili (1884-?), Maria (1886-?), Beneta (1888-?), Josep (1893) i Aleix (1890s-?).

## Sobre aquest article